# Castell i muralles de Tírig
El castell i muralles de Tírig, a la comarca de l'Alt Maestrat, constitueixen unes poques restes dins del nucli urbà que estan catalogats com Bé de Rellevància Local, amb la categoria de Monument per declaració genèrica, amb codiː 12.02.111.002, no presentant ni inscripció ni expedient, malgrat estar sota la protecció de la Declaració genèrica del Decret de 22 d'abril de 1949, i la Llei 16/1985 sobre el Patrimoni Històric Espanyol.
Es va haver de tractar d'un petit castell dins de la mateixa població, construït en l'època de l'establiment, que no es considera que fos abans del segle xiii, malgrat que la zona de Tírig és una de les més prolíferes en assentaments prehistòrics, tal com queda reflectit en l'existència de nombrosos jaciments arqueològics amb unes impressionants pintures rupestres, mostres de l'estil llevantí, i catalogades com a Patrimoni de la Humanitat per la UNESCO.
En l'actualitat no queda gens del Castell i es poden apreciar, dispersos pels carrers del poble, alguns llenços de muralles, que formen part, gairebé íntegrament, d'habitatges habituals dels veïns de la localitat.